# 人生の夜明け
人生の夜明け（原題：Crackerbox Palace）は1977年1月24日にアメリカで発売されたジョージ・ハリスン（George Harrison）のシングルである。日本では、1977年4月24日にリリースされた。

## 概要
1976年のアルバム『33 1/3』からのシングル・カットだが、本国イギリスではシングルとしてリリースされなかった。『ビルボード』誌では最高位19位、『キャッシュボックス』誌では17位を記録している。
ジョージが少年時代に敬愛していた俳優・コメディアン・歌手、ロード・バックリー（Lord Buckley）に捧げた曲。ジョージは、ロードのマネージャーだった男性にカンヌで出会い、ロードがロサンゼルスに持っていた家が「Crackerbox Palace」と呼ばれていたという話を聞いて、それをタイトルにした。歌詞に登場する"Lord"という言葉は、「主」とロード・バックリーのダブル・ミーニングと言われている。ミュージック・ビデオは、モンティ・パイソンのエリック・アイドルが監督した。撮影場所はジョージの自宅であるフライアー・パークだった。

## 収録曲
- 人生の夜明け - Crackerbox Palace
- 愛のてだて - Learning How To Love You